# یواس‌اس وادل (دی‌دی‌جی-۲۴)
یواس‌اس وادل (دی‌دی‌جی-۲۴) (به انگلیسی: USS Waddell (DDG-24)) یک کشتی بود که طول آن ۴۳۷ فوت (۱۳۳ متر) بود. این کشتی در سال ۱۹۶۳ ساخته شد.